# Сонго Мнара
Сонго Мнара е археологически обект в северната част на остров Сонго, Танзания.
Поради множеството интересни открития там, както и в близкия археологически обект Килуа (Килуа Кисиуани), през 1981 г. те са включени в списъка на Световното наследство на ЮНЕСКО под името Развалини на Килуа Кисиуани и Сонго Мнара, а от 2004 г. – в Застрашеното наследство на ЮНЕСКО.
Тези някога големи пристанища, процъфтявали в през IX – XVI век, са били пазари на злато и желязо от Зимбабве, роби и слонова кост от Източна Африка и платове, порцелан, скъпоценности и подправки от Азия.

## Описание
Различни пътешественици са възхвалявали пристанищния град Сонго Мнара, минавайки оттам. Между XIII и XVI век търговци от острова са търгували със злато, сребро, перли, персийско изкуство и китайски порцелан от периода Сун. Той важно пристанище по търговските пътища из Индийския океан.
Открити са пет джамии и няколко дворцови сгради. Една от сградите е известна като „Палатът“ поради размерите си, макар че от нея е открито много малко. Целият комплекс е обграден от стени със средна дебелина.
Развалините на Килуа Кисиуани и Сонго Мнара са считани за основни обекти за по-добро разбиране на културата суахили и изучаване на историята на източноафриканските острови и средновековната търговия по тези места.
Въпреки включването им в Световното наследство на ЮНЕСКО през 1981 г., двата обекта са слабо поддържани, поради което през 2004 г. стават част от Застрашеното наследство на ЮНЕСКО. Започната е мащабна реставрационна програма, финансирана дори от правителствата на Франция и Япония.